# 랍스카우스

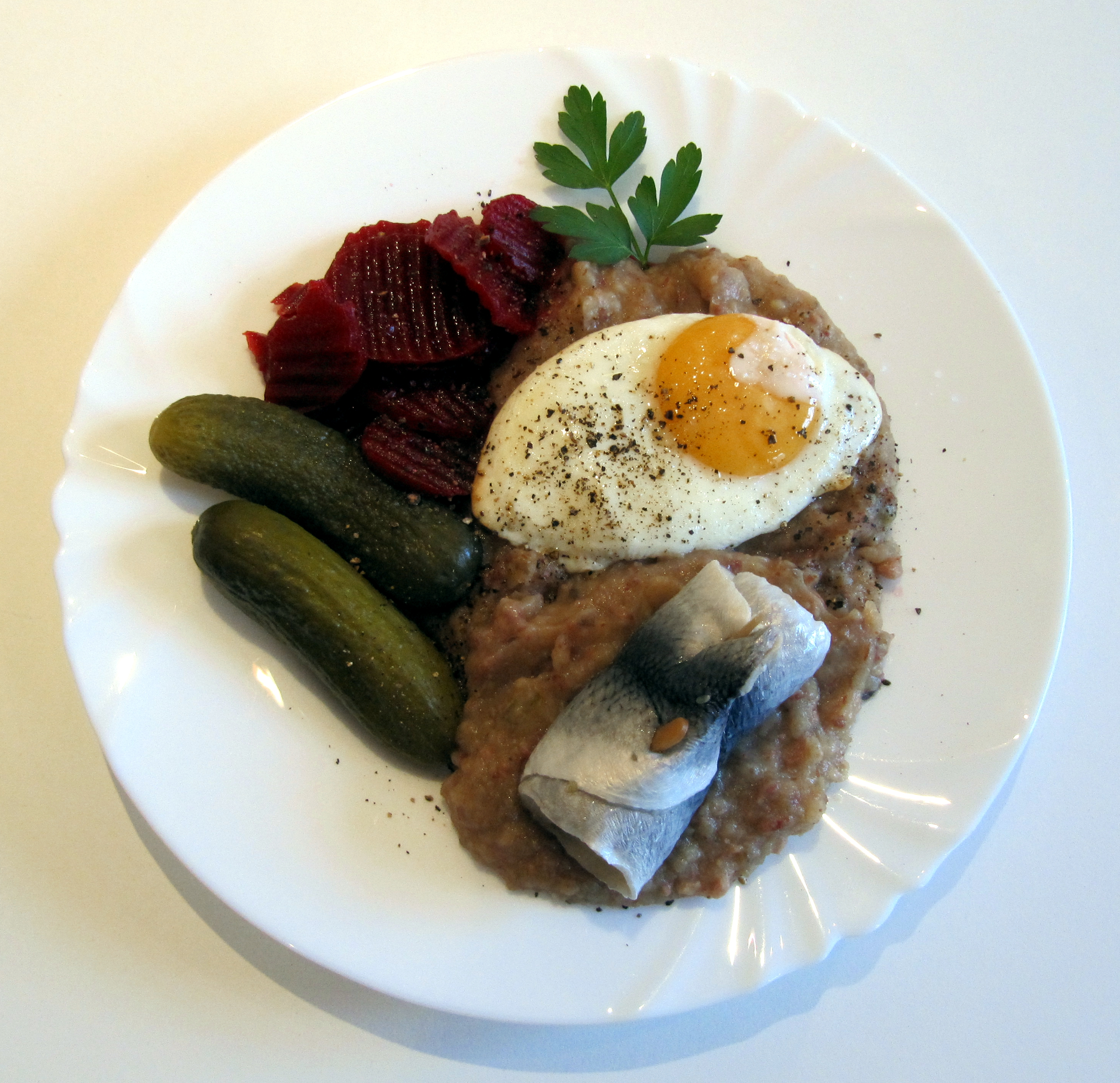
랍스카우스

랍스카우스(노르웨이어: lapskaus, 스웨덴어: lapskojs 랍스코이스[*], 덴마크어: labskovs 랍스코브스[*], 독일어: Labskaus 랍슈카우스[*])는 노르웨이, 스웨덴, 덴마크 및 독일 북부의 요리이다. 주요 성분은 염장고기 또는 콘드 비프, 감자, 양파이다. 일부 조리법에서는 비트루트, 피클 또는 청어를 넣고 다른 재료는 부차적인 주문을 한다. 

## 준비

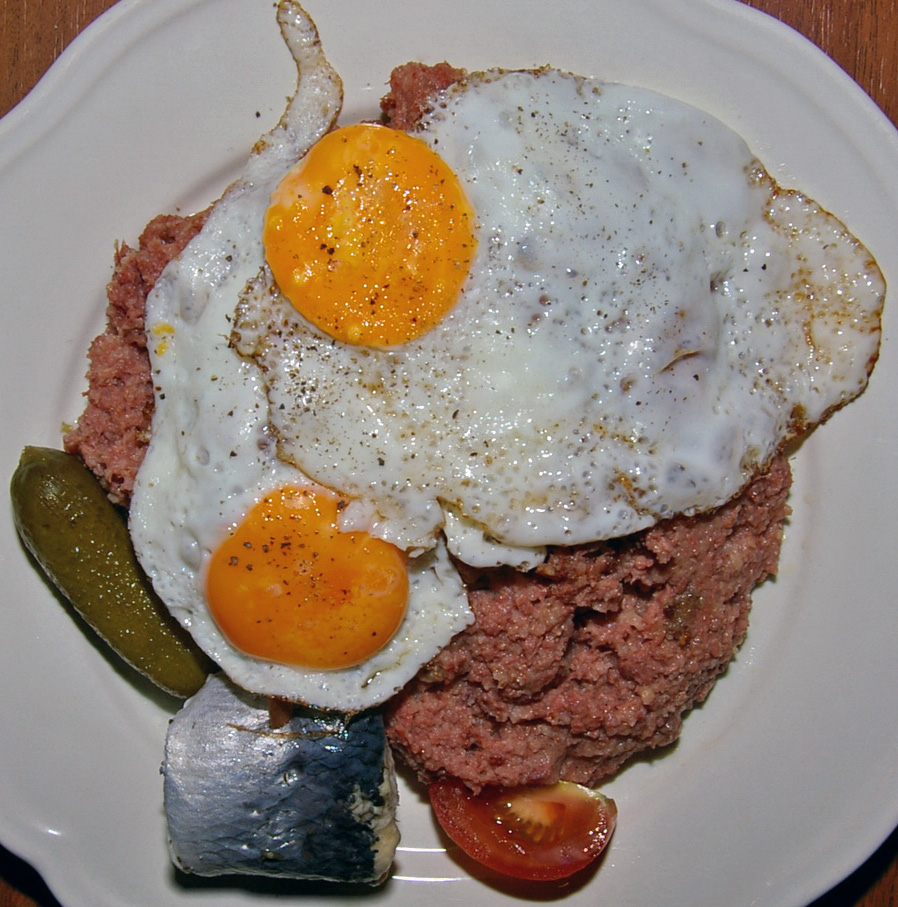

식사는 쇠고기를 국물에 끓인후 비트루트, 양파, 삶은 감자 및 청어 (일부 요리법은 햄으로 사용)로 끓여서 준비된다. 마침내 베이스가 라드에서 튀겨진다. 이 요리는 북아메리카의 해시와 비슷하다.

## 같이 보기
- 스코우스
- 해시